# Ricardo Fargas
Ricardo Fargas (Barcelona, 24 de julio de 1935 - Barcelona, 20 de mayo de 2018) fue un piloto español de motociclismo que destacó en competiciones internacionales a comienzos de la década de los 60. Fue uno de los mejores especialistas en subidas de montaña y en carreras de resistencia durante la década de los 50 y 60. Junto con Benjamín Grau fue uno de los más carismáticos pilotos catalanes de Ducati, empresa para la filial catalana de la que (Mototrans) trabajó también como director deportivo, jefe de ventas, ejecutivo y diseñador.

## Biografía
Con sólo 10 años ya trabajaba en una farmacia haciendo encargos y pequeños trabajos. Más tarde, aprendió el oficio de tornero en casa de unos amigos de sus padres y, a 14 años de edad, entró a trabajar en la casa de Montesa. Allí se estuvo tres años haciendo de tornero, pasando después a la sección de afinamiento y prototipos.
Gracias a su insistencia, le permitieron formar parte de uno de los equipos oficiales de la marca en la famosa prueba del Campeonato de España de regularidad, la Cuatro capitales catalanas, organizada por el RMCC en 1953. En la carrera participaban equipos formados por cuatro pilotos, tres de motociclistas y uno automovilista, con la misión de conseguir la mínima penalización de tiempo. El equipo de Fargas quedó en decimosexta posición, debido precisamente a su fogosidad, que lo empujaba a llegar a los controles demasiado antes de tiempo, dañando así la media de regularidad exigida al equipo. Este resultado fue un argumento para los directivos de Montesa para justificar su negativa cuando les pidió una Sprint para competir, además de decirle que era demasiado corpulento para una moto como aquella.

### Debut con las MC Agusta
Poco después, Luís Foix organizó una carrera en una carretera cerca del pantano de Foix que serviría para ceder dos de sus MV Agusta semioficiales. Fargas lograría una y así pudo debutar con la MV 150 cc de dos tiempos en la popular Subida a la Rabassada, inscrito en la categoría de 175 cc , ganando y batiendo su récord. Como curiosidad, Fargas inscribió con el seudónimo de "Conde" a petición de Pere Permanyer, el dueño de Montesa, por motivos comerciales ( ya que a pesar de correr con una MV, Fargas continuaba trabajando en Montesa).
Más tarde, corrió la Vuelta a Mallorca y finalmente fue llamado por MV Avello a hacer unas pruebas en Gijón, resultando contratado. Aunque la MV no era muy competitiva, pronto obtuvo una victoria (concretamente, en Sevilla, en la categoría de "fuerza libre"), finalizando la temporada de 1955 en decimoséptima posición del Campeonato de España de velocidad de 125 cc.
La temporada 1956 la comenzó con los habituales rallys de regularidad, pero a mediados de temporada decidió abandonar MV (desencantado al no obtener una de las "biarbre" que le habían prometido) y aceptó la oferta Eusebio Andreu Virgili, fundador de Mototrans, para correr con ellos y ocupó el cargo de jefe de ventas de la futura compañía. Aquel año, empezó a correr con las Ducati 98 de balancines y después pasó a las  Gran Sport  de 100 y 125 cc, consiguiendo en ella resultados notables. También compitió en categorías inferiores con velomotores Ducson, consiguiendo la primera victoria en competición de esta marca en Tarragona, el 1957. 
En 1958, quedó segundo en las 24 Horas de Montjuïc, consiguiendo así el primer Campeonato de España de resistencia. Este año se constituyó Mototrans y estuvo muy atareado negociando con los proveedores la fabricación de los diversos componentes para los primeros modelos Ducati producidos en Cataluña, comercializados a partir de 1959 (año en que quedó Subcampeón de España de velocidad después de ganar el GP Internacional de Barcelona). A partir de entonces Fargas tuvo que espaciar más sus participaciones en carreras, dada la abundancia de pilotos que competían ahora con Ducati y la cantidad de trabajo que se le había girado a la delegación de ventas de Ducati-Mototrans, situada en la calle Travesía de Gracia de Barcelona. Aun así, siguió compitiendo en el Campeonato estatal de velocidad consiguiendo allí fuerza podios.

### Competición internacional
Aunque Fargas no menudeó su participación en carreras europeas, en las pocas que hizo demostró su categoría. En 1961 se proclamó Campeón de Europa de Resistencia, después de haber hecho segundo en las 24 Horas de Montjuïc y haber vencido a las 24 Horas de Warsage (Dalhem), haciendo pareja con Enzo Rippa a los mandos de una Ducati 175 catalana. En aquella carrera, Fargas y Rippa batieron todos los récords, estableciendo el catalán la vuelta rápida al circuito.
Otro éxito su fue a la subida de montaña en el Ventor, en el que batió el campeón europeo de la especialidad Angelo Tenconi. La carrera recorría una subida muy larga, casi 22 km, que Fargas no conocía ni había podido casi probar, ya que el día de los entrenamientos la espesa niebla impidió circular con normalidad. Aun así, Fargas superó al italiano en la categoría de 350 cc con 32 "de margen (más de uno por km), y de paso batió el récord de la carrera. Además, volvió a ganar después a la categoría de 500 cc.

### "Rey de la montaña"
Como dominador absoluto de la especialidad de montaña, prácticamente no hubo ninguna prueba importante en que no ganara y en batiera el récord. Así lo hizo por ejemplo en las subidas al Subida al Puig Major, Subida a Montserrat, Vallvidrera, Rabassada, Desierto de las Palmas, Ermita de Santa Cruz de Olorde, Begas, Can Massana, las Ventosas, Sierra de las Maioles o subida a San Feliu de Codinas.
A finales de la temporada de 1969, en el que ganó trece subidas, Fargas decidió retirarse. Sin embargo, volvía a participar esporádicamente en alguna subida y en carreras de resistencia (con Juan Antonio Rodés en Montjuïc y en Thruxton). Su despedida definitiva ocurrió en la subida a Montserrat de 1974, aprovechando que un gran aficionado de la zona, Antoni Ribera Sisteró, le rindió un homenaje (entregándole un bello trofeo). Fargas hizo una sola de las dos subidas autorizadas en entrenamientos, ya que el suelo estaba un poco húmedo, pero aun así, a 39 años y prácticamente retirado, consiguió el tercer lugar, batido solo por Josep Maria Mallol y Quique de Juan, dos de los mejores especialistas de la época.
Una vez retirado, ha sido posiblemente el primer expiloto catalán que ha hecho de manager, habiendo patrocinado entre otros a Daniel Amatriaín, Joan Garriga y Carlos Cardús.

## Palmarés
- 1958: 
  - Campeonato de España de Resistencia
- 1961: 
  - Campeonato de Europa de Resistencia
- 1962:
  - 24 Horas de Montjuïc
- 1963: 
  - Campeonato de España de montaña
- 1968: 
  - 24 Horas de Montjuïc

## Resultados en el Campeonato del Mundo
Sistema de puntuación desde 1950 hasta 1968:
| Posición | 1.º | 2.º | 3.º | 4.º | 5.º | 6.º |
| Puntos   | 8   | 6   | 4   | 3   | 2   | 1   |

### Carreras por año
(carreras en cursiva indica vuelta rápida)
| Año  | Cat.  | Moto      | 1       | 2     | 3       | 4     | 5     | 6     | 7     | 8     | 9     | 10    | 11    | 12    | 13    | Pts. | Pos. |
| ---- | ----- | --------- | ------- | ----- | ------- | ----- | ----- | ----- | ----- | ----- | ----- | ----- | ----- | ----- | ----- | ---- | ---- |
| 1961 | 125cc | Ducati    | ESP 7   | RFA - | FRA -   | IOM - | NED - | BEL - | RDA - | ULS - | NAT - | SWE - | ARG - |       |       | 0    | -    |
| 1962 | 50cc  | Derbi     | ESP 14  | NED - | IOM -   | NED - | BEL - | ULS - | RDA - | NAT - | FIN - | ARG - |       |       |       | 0    | -    |
| 1963 | 125cc | Ducati    | ESP 8   | GER - | IOM -   | NED - | BEL - | ULS - | RDA - | FIN - | NAT - | ARG - |       |       |       | 0    | -    |
| 1965 | 250cc | Ducati    | USA -   | GER - | ESP Ret | FRA - | IOM - | NED - | BEL - | RDA - | CZE - | ULS - | FIN - | NAT - | JPN - | 0    | -    |
| 1967 | 250cc | Mototrans | ESP Ret | GER - | FRA -   | IOM - | NED - | BEL - | RDA - | CZE - | FIN - | ULS - | NAT - | CAN - | JPN - | 0    | -    |